# Aspenäs herrgård
Aspenäs är en herrgård och tidigare säteri i Lerums socken i Lerums kommun. Aspenäs ligger vid norra stranden av sjön Aspen.
Från 1500-talet till en bit in på 1700-talet var godset sätesgård för släkten Lillie af Aspenäs. Den innehades sedan av göteborgsmagnaterna Anders Cederflycht, Nicolas och Jacob von Jacobson samt Samuel Bagge. År 1828 köptes Aspenäs av Johan Jacob von Holten som lät riva den då fallfärdiga huvudbyggnaden och uppföra en ny som stod färdig 1834. År 1894 köptes Aspenäs av grosshandlare Arthur Seaton. Mellan 1930 och 1958 tillhörde herrgården makarna Tellander. De testamenterade gården till Lerums kommun. Från 1967 har Aspenäs herrgård använts som hotell och konferensanläggning.

## Bilder

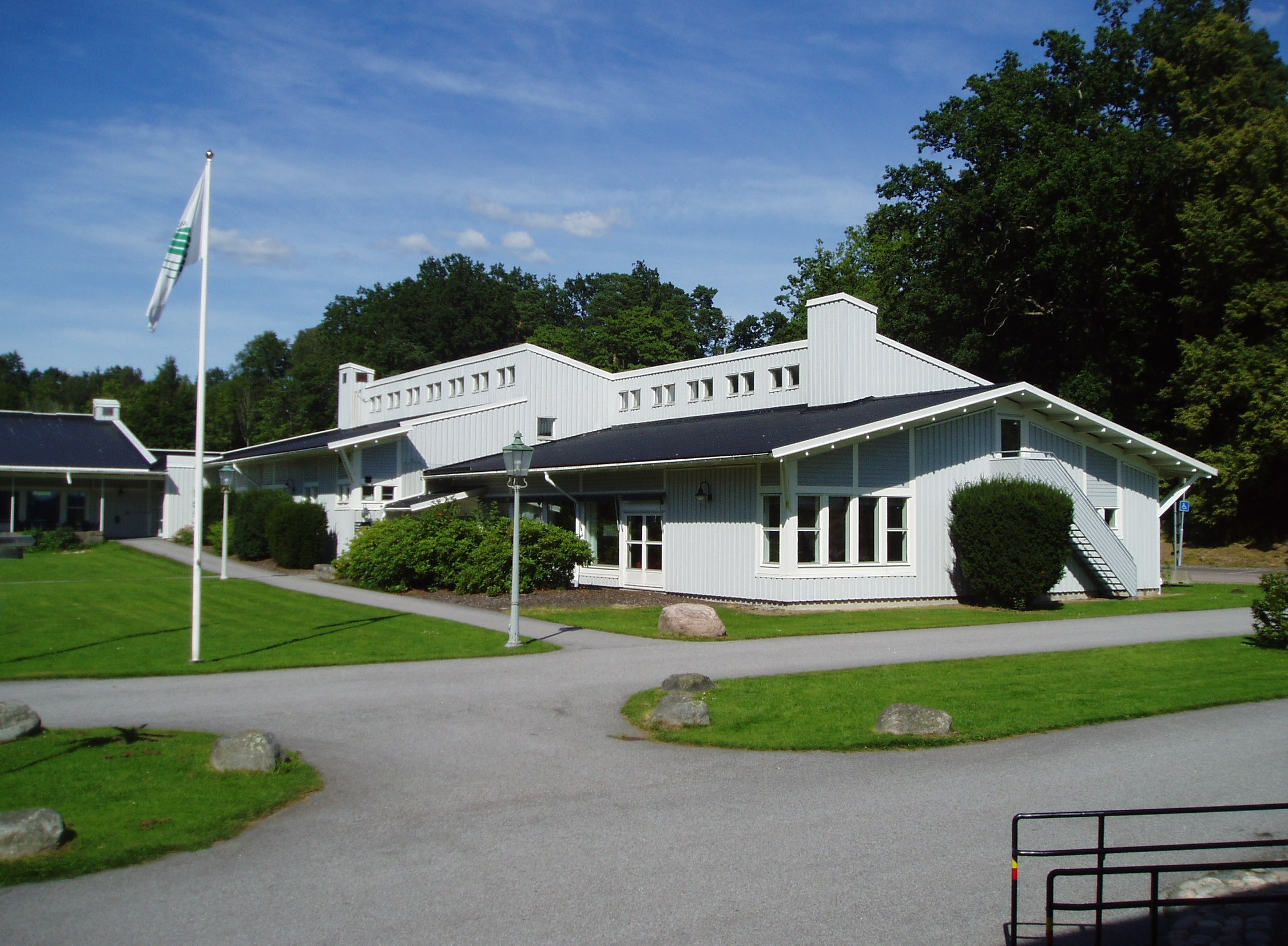
Annex med konferensrum.
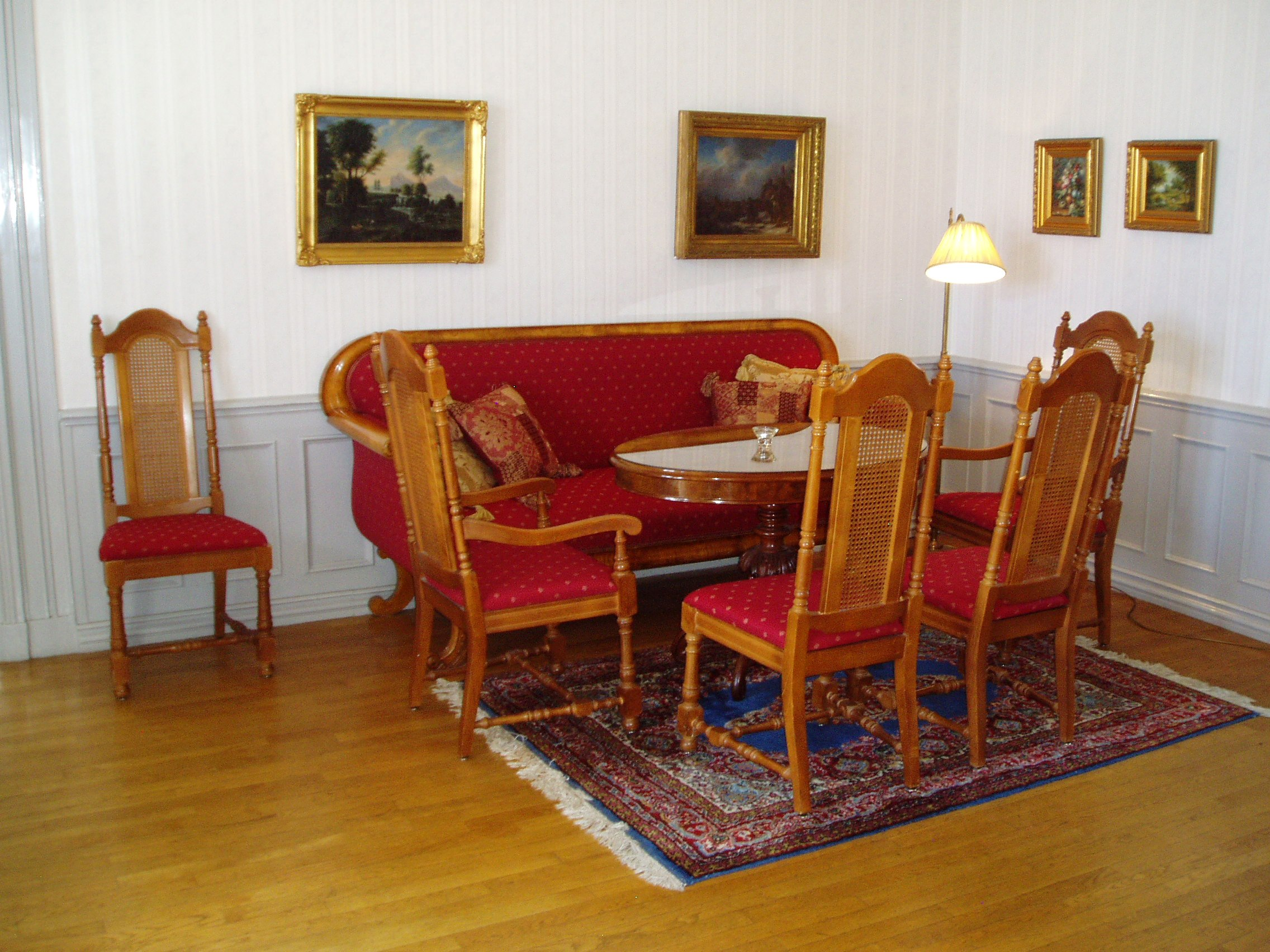
Interiör i huvudbyggnaden.
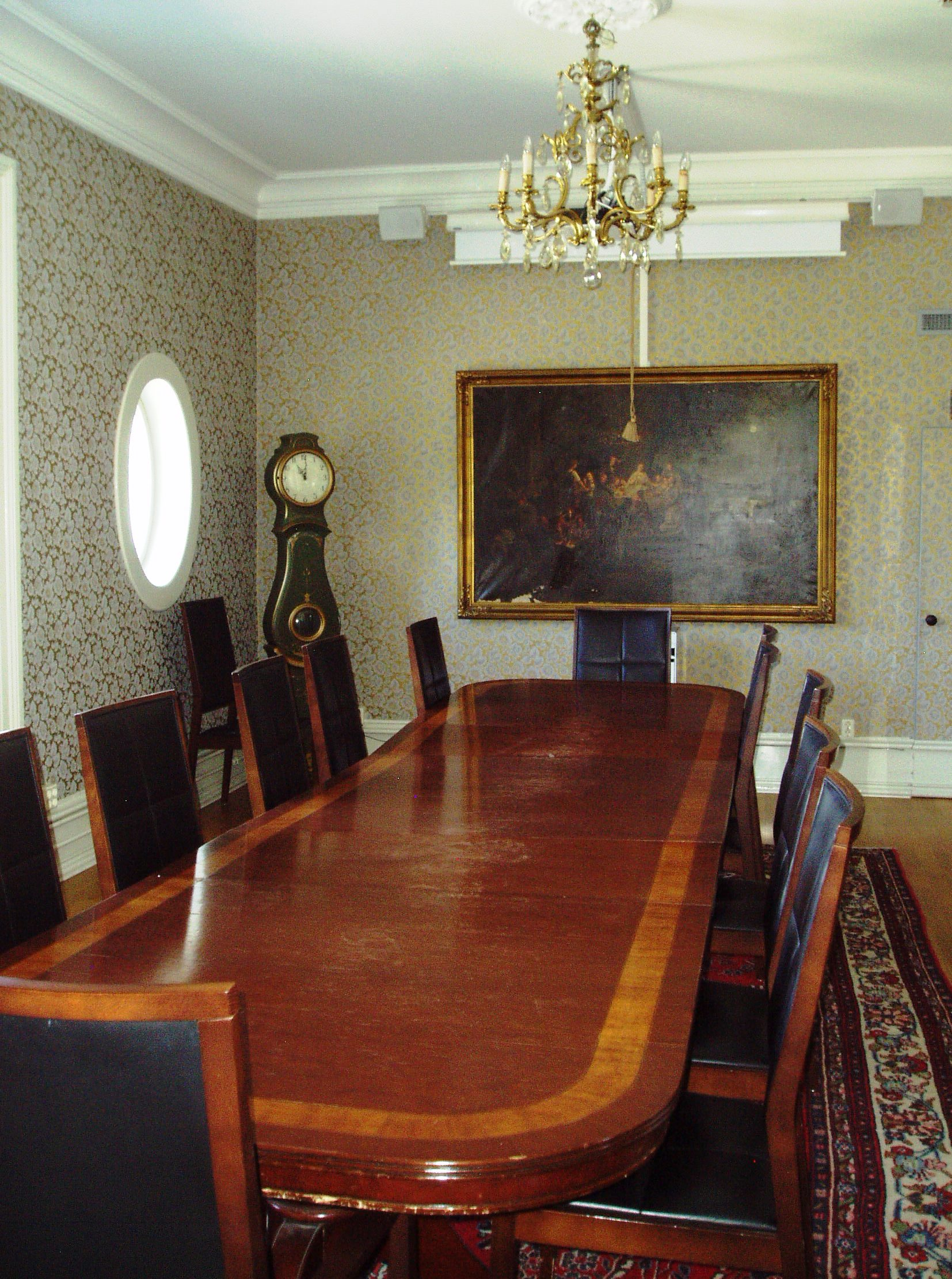
Interiör i huvudbyggnaden.